# 馬里揚波萊 (市鎮)
马里扬波莱是立陶宛馬里揚波萊縣内的市镇，行政中心为馬里揚波萊市。市镇面積为755平方公里，2020年人口数量为53,772人。